# Mychajlo Paraschtschuk

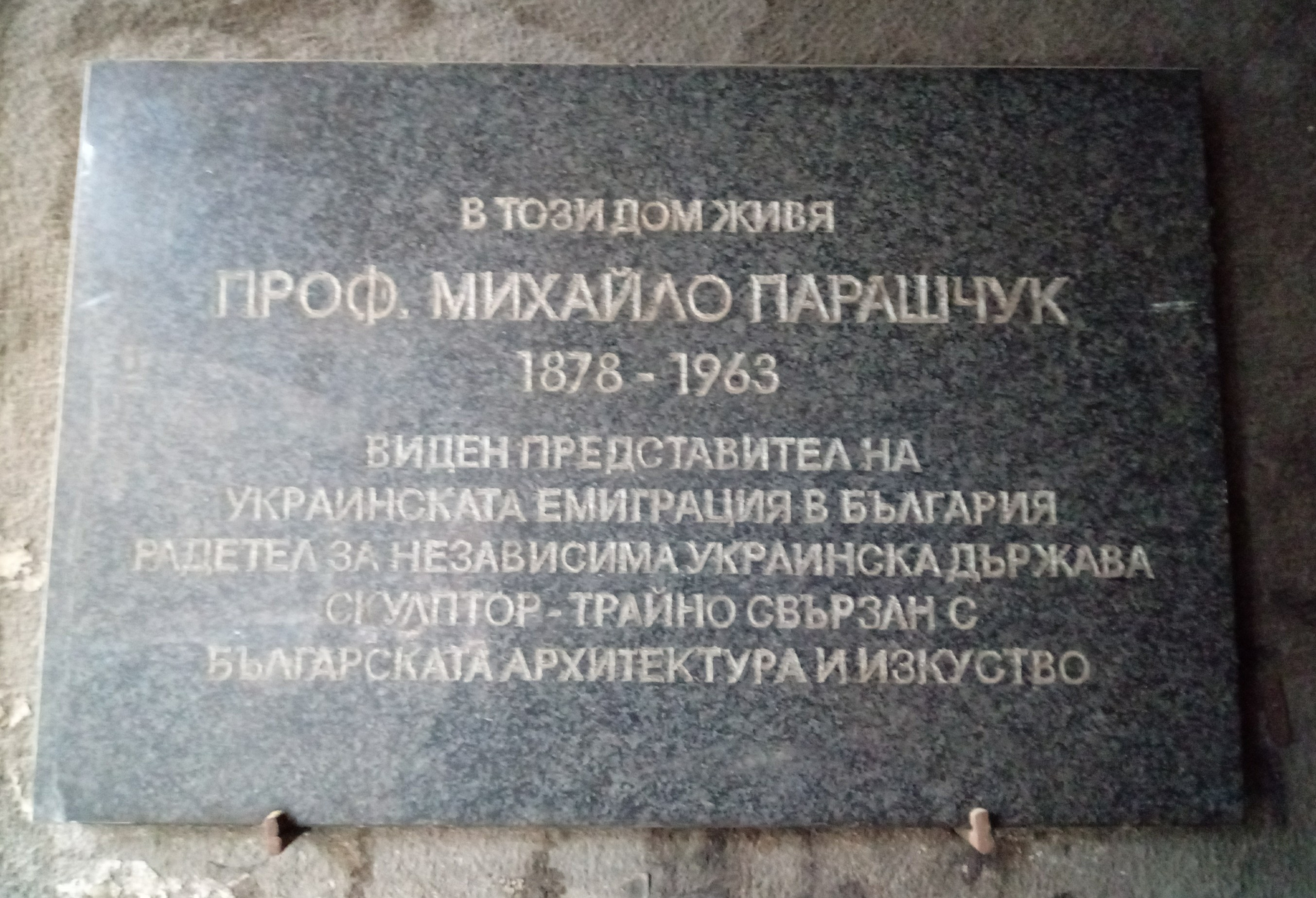
Gedenktafel in Sofia

Mychajlo Iwanowytsch Paraschtschuk (ukrainisch Михайло Іванович Паращук; * 16. November 1878 in Warwarinzi, Österreich-Ungarn; † 24. Dezember 1963 in Banja, Bulgarien) war ein ukrainischer Bildhauer. Er war seit 1921 bis zu seinem Tod in Bulgarien tätig.

## Leben
Paraschtschuk wurde im Dorf Warwarinzi, im damaligen Österreich-Ungarn, geboren. Der Ort liegt heute in der Oblast Ternopil in der Ukraine.
Er studierte an den Kunstakademien in Krakau und Wien, an der Höheren Polytechnischen Schule in Lemberg sowie an der Académie Julian und im Atelier von Auguste Rodin in Paris. In Paris war er im Kreis der Ukrainer aktiv. Von 1908 bis 1911 lehrte er Bildhauerei an der Münchner Kunstgewerbeschule. Danach lebte er für zwei Jahre in Kiew und nahm an einem Wettbewerb für Gestaltung eines Denkmals für Taras Schewtschenko teil. Als er 1913 die Grenze zwischen dem Russischen Reich und Österreich-Ungarn überquerte, wurde er unter Spionageverdacht festgenommen und von den Österreichern in das Interniertenlager Thalerhof gebracht.
1914 konnte er entkommen. Während des Ersten Weltkrieges war Paraschtschuk in der Union zur Befreiung der Ukrainer in Wien aktiv und organisierte Schnitz-, Bildhauer- und Töpferkurse für Ukrainer, die in der russischen Armee und in den deutschen Kriegsgefangenenlagern in Rastatt und Wetzlar interniert waren. 1918 kehrte er in die Ukraine zurück. 1920 wurde er zum Sekretär und dann zum Leiter der diplomatischen Vertretung der Ukrainischen Nationalrepublik in Tallinn und zum Berater der UNR-Mission in Lettland ernannt. Er wurde als Mitglied einer Mission des Internationalen Roten Kreuzes auf den Balkan entsandt und lebte von 1923 bis zu seinem Lebensende in Bulgarien. Dort war er aktives Mitglied der Ukrainischen Hromada in Sofia sowie Gründer und erster Präsident der Ukrainisch-Bulgarischen Gesellschaft.
Paraschtchuk besaß bis an sein Lebensende keine Staatsangehörigkeit.
Er wurde postum für seine Verdienste um die bulgarische architektonische Bildhauerei mit dem Orden der Heiligen Kyrill und Methodius ersten Grades ausgezeichnet. Er ist neben Mychajlo Drahomanow auf einem Friedhof in Sofia begraben.

## Werk
Paraschtschuk arbeitete im ukrainischen Barockstil des 17. und 18. Jahrhunderts. Einige seiner Werke zeigen den Einfluss von Rodin, z. B. das Porträt Alter Mann und die Serie Die Versklavten, und des Symbolismus, z. B. seine Serie Liebe.
In Bulgarien fertigte er zahlreiche Büsten bedeutender Persönlichkeiten, wie Pejo Jaworow, Gotze Deltschew und Stefan Karadscha sowie die Reliefs von Christo Botew und Aleko Konstantinow. Zu seinem Werk zählen auch die dekorativen Elemente mit Löwen, der Sternzeichen-Uhr sowie der Säulen und Kapitelle der Nationalbank Sofia, die ornamentierten Fenster- und Türrahmen des Haupteingangs des Justizpalastes, die Kartuschen über dem Eingang der Sofioter Universität sowie die bildhauerische Gestaltung etlicher emblematischer Gebäude.